# Rezolucja Rady Bezpieczeństwa ONZ nr 251
Rezolucja Rady Bezpieczeństwa ONZ nr 251 została przyjęta jednomyślnie 2 maja 1968 r.
Rada wyraziła głębokie ubolewanie nad faktem zorganizowania przez Izrael obchodów Dnia Niepodległości w Jerozolimie. Rada wcześniej potępiła plan organizacji tych obchodów w rezolucji nr 250.